# Danh sách cầu thủ tham dự giải vô địch bóng đá trẻ thế giới 1987

## Bảng A

### Úc
Huấn luyện viên: Les Scheinflug
| Số | Vt | Cầu thủ            | Ngày sinh (tuổi)            | Số trận | Câu lạc bộ                    |
| -- | -- | ------------------ | --------------------------- | ------- | ----------------------------- |
| 1  | TM | Brett Hughes       | 18 tháng 4, 1969 (18 tuổi)  |         | Blacktown City                |
| 2  | HV | David Healey       | 13 tháng 3, 1968 (19 tuổi)  |         | Australian Institute of Sport |
| 3  | HV | George Kulcsar     | 12 tháng 8, 1967 (20 tuổi)  |         | St George                     |
| 4  | HV | Kurt Reynolds      | 29 tháng 9, 1967 (20 tuổi)  |         | Blacktown City                |
| 5  | HV | Darren Northam     | 21 tháng 11, 1967 (19 tuổi) |         | Blacktown City                |
| 6  | TV | John Koch          | 26 tháng 6, 1968 (19 tuổi)  |         | Australian Institute of Sport |
| 7  | TV | Louis Hristodolou  | 7 tháng 8, 1967 (20 tuổi)   |         | Adelaide Hellas               |
| 8  | TV | Jason Polak        | 9 tháng 1, 1968 (19 tuổi)   |         | Australian Institute of Sport |
| 9  | TĐ | Paul Trimboli      | 25 tháng 2, 1969 (18 tuổi)  |         | Sunshine George Cross         |
| 10 | TV | Abbas Saad         | 1 tháng 12, 1967 (19 tuổi)  |         | Sydney Olympic                |
| 11 | TĐ | John Anastasiadis  | 13 tháng 8, 1968 (19 tuổi)  |         | Heidelberg United             |
| 12 | TV | Jason Van Blerk    | 16 tháng 3, 1968 (19 tuổi)  |         | Blacktown City                |
| 13 | TĐ | John Markovski     | 15 tháng 4, 1970 (17 tuổi)  |         | Sunshine George Cross         |
| 14 | TV | Anthony Grbac      | 30 tháng 3, 1969 (18 tuổi)  |         | Brunswick Juventus            |
| 15 | TĐ | Alistair Edwards   | 21 tháng 6, 1968 (19 tuổi)  |         | Australian Institute of Sport |
| 16 | HV | Craig Moffitt      | 13 tháng 9, 1967 (20 tuổi)  |         | St George                     |
| 17 |    | Alexander Cummings | 3 tháng 8, 1967 (20 tuổi)   |         | Australian Institute of Sport |
| 18 | TM | George Bouhoutsos  | 3 tháng 4, 1969 (18 tuổi)   |         | St George                     |

### Chile
Huấn luyện viên: Luis Ibarra
| Số | Vt | Cầu thủ            | Ngày sinh (tuổi)            | Số trận | Câu lạc bộ           |
| -- | -- | ------------------ | --------------------------- | ------- | -------------------- |
| 1  | TM | Guillermo Velasco  | 2 tháng 6, 1968 (19 tuổi)   |         | Everton              |
| 2  | HV | Mauricio Soto      | 21 tháng 2, 1969 (18 tuổi)  |         | Puerto Montt         |
| 3  | HV | Carlos Ramírez     | 26 tháng 2, 1968 (19 tuổi)  |         | Huachipato           |
| 4  | HV | Hugo Cortéz        | 3 tháng 6, 1968 (19 tuổi)   |         | Cobreandino          |
| 5  | HV | Javier Margas      | 10 tháng 5, 1969 (18 tuổi)  |         | Colo-Colo            |
| 6  | TV | Luis Musrri        | 24 tháng 12, 1969 (17 tuổi) |         | Universidad de Chile |
| 7  | TĐ | Raimundo Tupper    | 7 tháng 1, 1969 (18 tuổi)   |         | Universidad Católica |
| 8  | TV | Sandro Navarrete   | 1 tháng 8, 1968 (19 tuổi)   |         | Huachipato           |
| 9  | TĐ | Lukas Tudor        | 21 tháng 2, 1969 (18 tuổi)  |         | Universidad Católica |
| 10 | TV | Fabián Estay       | 5 tháng 10, 1968 (19 tuổi)  |         | Universidad Católica |
| 11 | TV | Pedro González     | 17 tháng 10, 1967 (19 tuổi) |         | Valdivia             |
| 12 | TM | Gerhard Reiher     | 21 tháng 4, 1968 (19 tuổi)  |         | Osorno               |
| 13 | HV | Miguel Latín       | 27 tháng 7, 1968 (19 tuổi)  |         | Santiago Wanderers   |
| 14 | TĐ | Juan Carreño López | 16 tháng 11, 1968 (18 tuổi) |         | Colo-Colo            |
| 15 | HV | Reinaldo Hoffman   | 18 tháng 3, 1970 (17 tuổi)  |         | Colo-Colo            |
| 16 | TV | Héctor Cabello     | 14 tháng 1, 1968 (19 tuổi)  |         | La Serena            |
| 17 | TV | Camilo Pino        | 4 tháng 3, 1968 (19 tuổi)   |         | Cobreloa             |
| 18 | TĐ | Juan Reyes         | 31 tháng 8, 1967 (20 tuổi)  |         | O'Higgins            |

### Togo
Huấn luyện viên:  Rainer Wilfeld
| Số | Vt | Cầu thủ                | Ngày sinh (tuổi)            | Số trận | Câu lạc bộ      |
| -- | -- | ---------------------- | --------------------------- | ------- | --------------- |
| 1  | TM | Mawuéna Apedo          | 1 tháng 7, 1968 (19 tuổi)   |         | Gomido          |
| 2  | HV | Koffi Amoussou-Kpakpa  | 12 tháng 12, 1969 (17 tuổi) |         | Entente II      |
| 3  | HV | Koffi Hounze           | 30 tháng 3, 1970 (17 tuổi)  |         | Olympique       |
| 4  | TV | Messan Kpakpakpi-Kodjo | 24 tháng 4, 1973 (14 tuổi)  |         | Agaza           |
| 5  | HV | Atty Affo              | 27 tháng 8, 1970 (17 tuổi)  |         | Sèmassi         |
| 6  | TV | Kossi Hope             | 13 tháng 8, 1970 (17 tuổi)  |         | Agaza           |
| 7  | TĐ | Kwami Agougnon         | 20 tháng 9, 1969 (18 tuổi)  |         | Entente II      |
| 8  | HV | Safiou Boukpessi       | 26 tháng 8, 1968 (19 tuổi)  |         | Propriano Corse |
| 9  | TV | Salissou Ali           | 9 tháng 12, 1969 (17 tuổi)  |         | Aiglons         |
| 10 | TV | Tete Koudouwovoh       | 30 tháng 10, 1972 (14 tuổi) |         | Agaza           |
| 11 | TV | Komi Amouzou           | 21 tháng 9, 1970 (17 tuổi)  |         | Agaza           |
| 12 | TM | Gao Akondo             | 1 tháng 11, 1969 (17 tuổi)  |         | ASKO            |
| 13 | HV | Mensah Somu            | 27 tháng 11, 1969 (17 tuổi) |         | Gomido          |
| 14 | TV | Massassaba Bassirou    | 24 tháng 7, 1968 (19 tuổi)  |         | Agaza           |
| 15 | TĐ | Bachirou Salou         | 6 tháng 8, 1970 (17 tuổi)   |         | Agaza           |
| 16 | HV | Kodjovi Kegbalo        | 19 tháng 8, 1970 (17 tuổi)  |         | Agaza           |
| 17 | TV | Kounama Amouzougan     | 12 tháng 9, 1969 (18 tuổi)  |         | Doumbé          |
| 18 | TĐ | Ati Okouro-Kro         | 16 tháng 8, 1968 (19 tuổi)  |         | Gomido          |

### Nam Tư
Huấn luyện viên:  Mirko Jozić
| Số | Vt | Cầu thủ            | Ngày sinh (tuổi)            | Số trận | Câu lạc bộ         |
| -- | -- | ------------------ | --------------------------- | ------- | ------------------ |
| 1  | TM | Dragoje Leković    | 21 tháng 11, 1967 (19 tuổi) |         | Budućnost Titograd |
| 2  | HV | Branko Brnović     | 8 tháng 8, 1967 (20 tuổi)   |         | Budućnost Titograd |
| 3  | HV | Robert Jarni       | 26 tháng 10, 1968 (18 tuổi) |         | Hajduk Split       |
| 4  | HV | Dubravko Pavličić  | 28 tháng 11, 1967 (19 tuổi) |         | Dinamo Zagreb      |
| 5  | HV | Slavoljub Janković | 17 tháng 2, 1969 (18 tuổi)  |         | Red Star Belgrade  |
| 6  | TV | Igor Štimac        | 6 tháng 9, 1967 (20 tuổi)   |         | Dinamo Vinkovci    |
| 7  | TĐ | Zoran Mijucić      | 23 tháng 12, 1968 (18 tuổi) |         | Vojvodina          |
| 8  | TV | Zvonimir Boban     | 8 tháng 10, 1968 (19 tuổi)  |         | Dinamo Zagreb      |
| 9  | TV | Robert Prosinečki  | 12 tháng 1, 1969 (18 tuổi)  |         | Red Star Belgrade  |
| 10 | TV | Milan Pavlović (c) | 30 tháng 12, 1967 (19 tuổi) |         | Željezničar        |
| 11 | TĐ | Predrag Mijatović  | 19 tháng 1, 1969 (18 tuổi)  |         | Budućnost Titograd |
| 12 | TM | Tomislav Piplica   | 5 tháng 4, 1969 (18 tuổi)   |         | Iskra              |
| 13 | TĐ | Davor Šuker        | 1 tháng 1, 1968 (19 tuổi)   |         | Osijek             |
| 14 | HV | Gordan Petrić      | 30 tháng 7, 1969 (18 tuổi)  |         | OFK Beograd        |
| 15 | HV | Pero Škorić        | 18 tháng 6, 1969 (18 tuổi)  |         | Vojvodina          |
| 16 | HV | Dejan Antonić      | 22 tháng 1, 1968 (19 tuổi)  |         | Red Star Belgrade  |
| 17 | TV | Slaviša Đurković   | 18 tháng 8, 1968 (19 tuổi)  |         | Sutjeska           |
| 18 | TV | Ranko Zirojević    | 1 tháng 9, 1967 (20 tuổi)   |         | Sutjeska           |

## Bảng B

### Brasil
Huấn luyện viên: Gilson Nunes
| Số | Vt | Cầu thủ            | Ngày sinh (tuổi)            | Số trận | Câu lạc bộ    |
| -- | -- | ------------------ | --------------------------- | ------- | ------------- |
| 1  | TM | Ronaldo            | 20 tháng 11, 1967 (19 tuổi) |         | Corinthians   |
| 2  | HV | César Sampaio      | 30 tháng 3, 1968 (19 tuổi)  |         | Santos        |
| 3  | HV | Sandro             | 24 tháng 8, 1967 (20 tuổi)  |         | Grêmio        |
| 4  | HV | André Cruz         | 20 tháng 9, 1968 (19 tuổi)  |         | Ponte Preta   |
| 5  | TV | Anderson           | 26 tháng 10, 1968 (18 tuổi) |         | América       |
| 6  | HV | Wanderley          | 10 tháng 8, 1967 (20 tuổi)  |         | Vitória       |
| 7  | TĐ | Alcindo            | 21 tháng 10, 1967 (19 tuổi) |         | Flamengo      |
| 8  | TV | Dacroce            | 24 tháng 3, 1968 (19 tuổi)  |         | Vitória       |
| 9  | TĐ | Edilson            | 9 tháng 1, 1968 (19 tuổi)   |         | Botafogo      |
| 10 | TV | Bismarck           | 17 tháng 9, 1969 (18 tuổi)  |         | Vasco da Gama |
| 11 | TV | William            | 17 tháng 10, 1968 (18 tuổi) |         | Vasco da Gama |
| 12 | TM | Palmieri           | 15 tháng 8, 1968 (19 tuổi)  |         | Bangu         |
| 13 |    | Maurício           | 25 tháng 7, 1969 (18 tuổi)  |         | Bahia         |
| 14 |    | Célio              | 25 tháng 5, 1968 (19 tuổi)  |         | Americano     |
| 15 |    | Júnior             | 14 tháng 5, 1968 (19 tuổi)  |         | Joinville     |
| 16 | TV | Paulinho Andreolli | 23 tháng 2, 1968 (19 tuổi)  |         | Fluminense    |
| 17 | TĐ | Galil              | 5 tháng 6, 1968 (19 tuổi)   |         | Flamengo      |
| 18 | TV | Zé Maria           | 14 tháng 8, 1968 (19 tuổi)  |         | Fluminense    |

### Canada
Huấn luyện viên:  Tony Taylor
| Số | Vt | Cầu thủ             | Ngày sinh (tuổi)            | Số trận | Câu lạc bộ         |
| -- | -- | ------------------- | --------------------------- | ------- | ------------------ |
| 1  | TM | Pat Onstad          | 13 tháng 1, 1968 (19 tuổi)  |         | Vancouver 86ers    |
| 2  | HV | Peter Sarantopoulos | 2 tháng 5, 1968 (19 tuổi)   |         | Wexford SC         |
| 3  | HV | Ian Carter          | 20 tháng 9, 1967 (20 tuổi)  |         | Toronto Italia     |
| 4  | HV | Burke Kaiser        | 20 tháng 10, 1967 (19 tuổi) |         | Calgary Kickers    |
| 5  | HV | Steve Jansen        | 4 tháng 11, 1967 (19 tuổi)  |         | Winnipeg Fury      |
| 6  | HV | Rick Celebrini      | 16 tháng 10, 1967 (19 tuổi) |         | Edmonton Brickmen  |
| 7  | TV | Neil Wilkinson      | 10 tháng 8, 1967 (20 tuổi)  |         | No club            |
| 8  | TV | Marco Rizi          | 15 tháng 8, 1968 (19 tuổi)  |         | Montreal Supra     |
| 9  | TĐ | James Grimes        | 26 tháng 3, 1968 (19 tuổi)  |         | North York Rockets |
| 10 | TV | Nick De Santis      | 11 tháng 9, 1968 (19 tuổi)  |         | Montreal Supra     |
| 11 | TĐ | Doug McKinty        | 1 tháng 7, 1968 (19 tuổi)   |         | Vancouver 86ers    |
| 12 | TV | Tony Pignatiello    | 29 tháng 4, 1968 (19 tuổi)  |         | Toronto Italia     |
| 13 | TV | John Fitzgerald     | 4 tháng 12, 1968 (18 tuổi)  |         | Wexford SC         |
| 14 |    | Peter Serafini      | 12 tháng 3, 1969 (18 tuổi)  |         | Toronto Italia     |
| 15 | TĐ | Domenic Mobilio     | 14 tháng 1, 1969 (18 tuổi)  |         | Vancouver 86ers    |
| 16 | HV | Guido Boin          | 1 tháng 1, 1968 (19 tuổi)   |         | Hamilton Steelers  |
| 17 | TĐ | Billy Domezetis     | 18 tháng 12, 1967 (19 tuổi) |         | Hamilton Steelers  |
| 18 | TM | Craig Forrest       | 20 tháng 9, 1967 (20 tuổi)  |         | Ipswich Town       |

### Ý
Huấn luyện viên: Giuseppe Lupi
| Số | Vt | Cầu thủ              | Ngày sinh (tuổi)            | Số trận | Câu lạc bộ     |
| -- | -- | -------------------- | --------------------------- | ------- | -------------- |
| 1  | TM | Daniele Limonta      | 24 tháng 11, 1967 (19 tuổi) |         | A.C. Milan     |
| 2  | HV | Alberto Rivolta      | 4 tháng 11, 1967 (19 tuổi)  |         | Internazionale |
| 3  | HV | Mario Manzo          | 20 tháng 10, 1967 (19 tuổi) |         | Brescia        |
| 4  | HV | Michele Zanutta      | 20 tháng 10, 1967 (19 tuổi) |         | Sampdoria      |
| 5  | HV | Andrea Rocchigiani   | 29 tháng 8, 1967 (20 tuổi)  |         | Fiorentina     |
| 6  | TV | Luca Giunchi         | 2 tháng 8, 1967 (20 tuổi)   |         | Fano           |
| 7  | TĐ | Alessandro Melli     | 11 tháng 12, 1969 (17 tuổi) |         | Parma          |
| 8  | TV | Marco Sinigaglia     | 29 tháng 2, 1968 (19 tuổi)  |         | Sambenedettese |
| 9  | TV | Stefano Impallomeni  | 24 tháng 10, 1967 (19 tuổi) |         | Parma          |
| 10 | TV | Marco Carrara        | 1 tháng 11, 1967 (19 tuổi)  |         | Arezzo         |
| 11 | TĐ | Paolo Mandelli       | 4 tháng 12, 1967 (19 tuổi)  |         | Sambenedettese |
| 12 | TM | Massimiliano Caniato | 14 tháng 10, 1967 (19 tuổi) |         | Licata         |
| 13 | HV | Luigi Garzja         | 7 tháng 7, 1969 (18 tuổi)   |         | Lecce          |
| 14 | HV | Andrea Cuicchi       | 29 tháng 11, 1967 (19 tuổi) |         | Catania        |
| 15 | TV | Andrea Caverzan      | 14 tháng 9, 1968 (19 tuổi)  |         | Juventus       |
| 16 | TV | David Fiorentini     | 7 tháng 9, 1967 (20 tuổi)   |         | Pisa           |
| 17 | TĐ | Antonio Rizzolo      | 22 tháng 4, 1969 (18 tuổi)  |         | Lazio          |
| 18 | TĐ | Giuseppe Compagno    | 25 tháng 8, 1968 (19 tuổi)  |         | Atalanta       |

### Nigeria
Huấn luyện viên: Christopher Udemezue
| Số | Vt | Cầu thủ            | Ngày sinh (tuổi)            | Số trận | Câu lạc bộ           |
| -- | -- | ------------------ | --------------------------- | ------- | -------------------- |
| 1  | TM | William Okpara     | 6 tháng 9, 1968 (19 tuổi)   |         | ACB Lagos            |
| 2  |    | Sani Adamu         | 2 tháng 11, 1968 (18 tuổi)  |         | JIB                  |
| 3  | TĐ | Peter Nieketien    | 26 tháng 11, 1968 (18 tuổi) |         | Julius Berger        |
| 4  | TV | John Ene Okon      | 15 tháng 3, 1969 (18 tuổi)  |         | BCC Lions            |
| 5  | HV | Nduka Ugbade       | 6 tháng 9, 1969 (18 tuổi)   |         | El-Kanemi Warriors   |
| 6  | HV | Oladipupo Babalola | 4 tháng 8, 1968 (19 tuổi)   |         | Julius Berger        |
| 7  | TV | Adeolu Adekola     | 19 tháng 5, 1968 (19 tuổi)  |         | Julius Berger        |
| 8  | TV | Ikpowosa Omoregie  | 4 tháng 11, 1967 (19 tuổi)  |         | ACB Lagos            |
| 9  | TĐ | Jonathan Akpoborie | 20 tháng 10, 1968 (18 tuổi) |         | Julius Berger        |
| 10 | TV | Etim Esin          | 5 tháng 10, 1969 (18 tuổi)  |         | Iwuanyanwu Nationale |
| 11 | TĐ | Lawrence Ukaegbu   | 15 tháng 9, 1969 (18 tuổi)  |         | Iwuanyanwu Nationale |
| 12 | TM | Lucky Agbonsevbafe | 12 tháng 8, 1969 (18 tuổi)  |         | El-Kanemi Warriors   |
| 13 | TV | Victor Igbinoba    | 8 tháng 10, 1969 (18 tuổi)  |         | Flash Flamingoes     |
| 14 | HV | Esien Ndiyo        | 25 tháng 12, 1968 (18 tuổi) |         | Ranchers Bees        |
| 15 | TV | Thompson Oliha     | 4 tháng 10, 1968 (19 tuổi)  |         | Bendel Insurance     |
| 16 | HV | Ibrahim Baba       | 8 tháng 12, 1968 (18 tuổi)  |         | El-Kanemi Warriors   |
| 17 | HV | Nosa Osadalor      | 27 tháng 8, 1968 (19 tuổi)  |         | ACB Lagos            |
| 18 |    | Biodun Adegbenro   | 17 tháng 12, 1971 (15 tuổi) |         | Stationery Stores    |

## Bảng C

### Bahrain
Huấn luyện viên: Salman Ahmed Sharida
| Số | Vt | Cầu thủ             | Ngày sinh (tuổi)            | Số trận | Câu lạc bộ |
| -- | -- | ------------------- | --------------------------- | ------- | ---------- |
| 1  | TM | Ibrahim Habib       | 2 tháng 9, 1969 (18 tuổi)   |         | Bahrain    |
| 2  | HV | Abdulrazzaq Abbas   | 3 tháng 10, 1969 (18 tuổi)  |         | Al Ahli    |
| 3  | HV | Samir Al Hamadi     | 5 tháng 4, 1968 (19 tuổi)   |         | Al Ahli    |
| 4  | TV | Hamed Al Jazaf      | 20 tháng 10, 1969 (17 tuổi) |         | Bahrain    |
| 5  | HV | Juma Marzooq        | 21 tháng 10, 1968 (18 tuổi) |         | Al Wahda   |
| 6  | TV | Juma Marhab         | 27 tháng 10, 1968 (18 tuổi) |         | Al Wahda   |
| 7  | TV | Sami Al Hayki       | 8 tháng 12, 1969 (17 tuổi)  |         | Qadisiya   |
| 8  | TV | Jasim Kamal         | 5 tháng 11, 1970 (16 tuổi)  |         | Al Ahli    |
| 9  | TĐ | Bader Sowar         | 25 tháng 9, 1968 (19 tuổi)  |         | Al Wahda   |
| 10 | TĐ | Walid Showaiter     | 16 tháng 2, 1969 (18 tuổi)  |         | Bahrain    |
| 11 | TĐ | Abdullah Al Nusuf   | 10 tháng 11, 1969 (17 tuổi) |         | East Riffa |
| 12 | TV | Mohamed Al Kharraz  | 12 tháng 9, 1971 (16 tuổi)  |         | Muharraq   |
| 13 | TĐ | Khalid Ahmed        | 21 tháng 8, 1969 (18 tuổi)  |         | Manama     |
| 14 | HV | Hasan Khalfan       | 29 tháng 1, 1969 (18 tuổi)  |         | Al-Wahda   |
| 15 | HV | Khamis Thani        | 11 tháng 8, 1968 (19 tuổi)  |         | East Riffa |
| 16 | TĐ | Abdulrahman Ali     | 1 tháng 3, 1969 (18 tuổi)   |         | Muharraq   |
| 17 | TV | Naser Jowher        | 11 tháng 12, 1969 (17 tuổi) |         | Al Wahda   |
| 18 | TM | Abdulrahman Mohamed | 23 tháng 3, 1969 (18 tuổi)  |         | Al Hala    |

### Colombia
Huấn luyện viên: José Finot Castano
| Số | Vt | Cầu thủ               | Ngày sinh (tuổi)            | Số trận | Câu lạc bộ             |
| -- | -- | --------------------- | --------------------------- | ------- | ---------------------- |
| 1  | TM | Eduardo Niño          | 8 tháng 8, 1967 (20 tuổi)   |         | Independiente Santa Fe |
| 2  | TV | Alfonso Diaz          | 9 tháng 9, 1967 (20 tuổi)   |         | Atlético Junior        |
| 3  | HV | William Muñoz         | 6 tháng 7, 1968 (19 tuổi)   |         | Deportivo Cali         |
| 4  | HV | Vladimir Campos       | 29 tháng 1, 1968 (19 tuổi)  |         | Deportivo Cali         |
| 5  | HV | Martin Caicedo        | 2 tháng 10, 1968 (19 tuổi)  |         | Deportivo Cali         |
| 6  | TV | Ronald Valderrama     | 4 tháng 12, 1967 (19 tuổi)  |         | Unión Magdalena        |
| 7  | TĐ | Miguel Ángel Guerrero | 7 tháng 9, 1967 (20 tuổi)   |         | Atlético Bucaramanga   |
| 8  | TV | Andres Estrada        | 12 tháng 11, 1967 (19 tuổi) |         | Deportivo Cali         |
| 9  | TV | Wilmer Cabrera        | 15 tháng 9, 1967 (20 tuổi)  |         | Independiente Santa Fe |
| 10 | TV | Wilson Pérez          | 9 tháng 8, 1967 (20 tuổi)   |         | Atlético Junior        |
| 11 | TV | Carlos Pimiento       | 15 tháng 10, 1968 (18 tuổi) |         | Deportes Tolima        |
| 12 | TM | Óscar Córdoba         | 3 tháng 2, 1967 (20 tuổi)   |         | Deportivo Cali         |
| 13 | TV | Óscar Pareja          | 10 tháng 8, 1968 (19 tuổi)  |         | Independiente Medellín |
| 14 | HV | John Jimenez          | 8 tháng 8, 1968 (19 tuổi)   |         | América de Cali        |
| 15 | TV | Diego Correa          | 14 tháng 9, 1967 (20 tuổi)  |         | Independiente Medellín |
| 16 | TV | Roberto Cañón         | 2 tháng 4, 1967 (20 tuổi)   |         | Independiente Santa Fe |
| 17 | TĐ | John Jairo Tréllez    | 29 tháng 4, 1968 (19 tuổi)  |         | Atlético Nacional      |
| 18 | TĐ | Eugenio Samaniego     | 27 tháng 12, 1968 (18 tuổi) |         | Deportivo Pereira      |

### Đông Đức
Huấn luyện viên: Eberhard Vogel
| Số | Vt | Cầu thủ             | Ngày sinh (tuổi)            | Số trận | Câu lạc bộ               |
| -- | -- | ------------------- | --------------------------- | ------- | ------------------------ |
| 1  | TM | Holger Hiemann      | 12 tháng 1, 1968 (19 tuổi)  |         | Karl-Marx-Stadt          |
| 2  | HV | Uwe Amstein         | 20 tháng 8, 1967 (20 tuổi)  |         | FC Carl Zeiss Jena       |
| 3  | TV | Karsten Neitzel     | 17 tháng 12, 1967 (19 tuổi) |         | Dynamo Dresden           |
| 4  | HV | Dirk Schuster       | 29 tháng 12, 1967 (19 tuổi) |         | Sachsenring Zwickau      |
| 5  | HV | Torsten Kracht      | 4 tháng 10, 1967 (20 tuổi)  |         | 1. FC Lokomotive Leipzig |
| 6  | TV | Marco Köller        | 25 tháng 6, 1969 (18 tuổi)  |         | BFC Dynamo               |
| 7  | TV | Rico Steinmann      | 26 tháng 12, 1967 (19 tuổi) |         | Karl-Marx-Stadt          |
| 8  | TV | Stefan Minkwitz     | 1 tháng 6, 1968 (19 tuổi)   |         | 1. FC Magdeburg          |
| 9  | TĐ | Jörg Prasse         | 28 tháng 4, 1968 (19 tuổi)  |         | Dynamo Dresden           |
| 10 | TV | Matthias Sammer     | 5 tháng 9, 1967 (20 tuổi)   |         | Dynamo Dresden           |
| 11 | TV | Uwe Jähnig          | 26 tháng 8, 1969 (18 tuổi)  |         | Dynamo Dresden           |
| 12 | HV | Thomas Ritter       | 10 tháng 10, 1967 (20 tuổi) |         | Dynamo Dresden           |
| 13 | HV | Hendrik Herzog      | 2 tháng 4, 1967 (20 tuổi)   |         | BFC Dynamo               |
| 14 | TV | Heiko Liebers       | 18 tháng 12, 1967 (19 tuổi) |         | BSG Motor Grimma         |
| 15 | TV | Timo Lange          | 19 tháng 1, 1967 (20 tuổi)  |         | Stahl Brandenburg        |
| 16 | TM | Ingo Saager         | 26 tháng 11, 1968 (18 tuổi) |         | 1. FC Lokomotive Leipzig |
| 17 | TĐ | Matthias Zimmerling | 6 tháng 9, 1967 (20 tuổi)   |         | 1. FC Lokomotive Leipzig |
| 18 | TV | Dariusz Wosz        | 8 tháng 6, 1969 (18 tuổi)   |         | Hallescher Chemie        |

### Scotland
Huấn luyện viên: Ross Mathie
| Số | Vt | Cầu thủ         | Ngày sinh (tuổi)            | Số trận | Câu lạc bộ          |
| -- | -- | --------------- | --------------------------- | ------- | ------------------- |
| 1  | TM | Kevin McKeown   | 12 tháng 10, 1967 (19 tuổi) |         | Motherwell          |
| 2  | HV | Robert McRobb   | 13 tháng 9, 1968 (19 tuổi)  |         | Aberdeen            |
| 3  | HV | Brian Welsh     | 23 tháng 2, 1969 (18 tuổi)  |         | Dundee United       |
| 4  | HV | Jim Weir        | 15 tháng 6, 1969 (18 tuổi)  |         | Hamilton Academical |
| 5  | HV | Scott Nisbet    | 30 tháng 1, 1968 (19 tuổi)  |         | Rangers             |
| 6  | TĐ | Alex Mathie     | 20 tháng 12, 1968 (18 tuổi) |         | Celtic              |
| 7  | TV | Steven Murray   | 1 tháng 12, 1967 (19 tuổi)  |         | Celtic              |
| 8  | TV | Billy McKinlay  | 22 tháng 4, 1969 (18 tuổi)  |         | Dundee United       |
| 9  | TV | Paul Wright     | 17 tháng 8, 1968 (19 tuổi)  |         | Aberdeen            |
| 10 | TĐ | Paul Hunter     | 30 tháng 8, 1967 (20 tuổi)  |         | East Fife           |
| 11 | TĐ | Joe McLeod      | 30 tháng 12, 1967 (19 tuổi) |         | Dundee United       |
| 12 | TM | Alan Main       | 5 tháng 12, 1967 (19 tuổi)  |         | Dundee United       |
| 13 | HV | Alan Redpath    | 19 tháng 8, 1967 (20 tuổi)  |         | Hearts              |
| 14 | TV | Gary Ogilvie    | 16 tháng 11, 1967 (19 tuổi) |         | Dundee              |
| 15 | HV | Stevie Campbell | 20 tháng 11, 1967 (19 tuổi) |         | Dundee              |
| 16 | TV | John Butler     | 21 tháng 1, 1969 (18 tuổi)  |         | St Mirren           |
| 17 | TĐ | Derek Cook      | 26 tháng 4, 1968 (19 tuổi)  |         | Kilmarnock          |
| 18 | TV | Scott Crabbe    | 12 tháng 8, 1968 (19 tuổi)  |         | Hearts              |

## Bảng D

### Bulgaria
Huấn luyện viên: Hristo Andonov
| Số | Vt | Cầu thủ             | Ngày sinh (tuổi)            | Số trận | Câu lạc bộ          |
| -- | -- | ------------------- | --------------------------- | ------- | ------------------- |
| 1  | TM | Plamen Kolev        | 4 tháng 1, 1968 (19 tuổi)   |         | Osam                |
| 2  | HV | Anton Velkov        | 15 tháng 7, 1968 (19 tuổi)  |         | Lokomtoiv Sofia     |
| 3  | HV | Valentin Dartilov   | 14 tháng 8, 1967 (20 tuổi)  |         | Pirin Blagoevgrad   |
| 4  | HV | Ilian Kiriakov      | 4 tháng 8, 1967 (20 tuổi)   |         | Etar Veliko Tarnovo |
| 5  | HV | Marius Urukov       | 24 tháng 8, 1967 (20 tuổi)  |         | Spartak Pleven      |
| 6  | TV | Ivo Slavchev        | 21 tháng 1, 1968 (19 tuổi)  |         | Minyor Pernik       |
| 7  | TĐ | Emil Kostadinov     | 12 tháng 8, 1967 (20 tuổi)  |         | Sredetz Sofia       |
| 8  | TV | Aleksandar Dimov    | 25 tháng 9, 1967 (20 tuổi)  |         | Madara              |
| 9  | TV | Radko Kalaydzhiev   | 28 tháng 9, 1967 (20 tuổi)  |         | Beroe Stara Zagora  |
| 10 | TV | Plamen Petkov       | 17 tháng 10, 1967 (19 tuổi) |         | Lokomotiv Rousse    |
| 11 | TĐ | Mincho Minchev      | 31 tháng 10, 1967 (19 tuổi) |         | Dimitrovgrad        |
| 12 | TM | Stoycho Dragov      | 30 tháng 8, 1968 (19 tuổi)  |         | Beroe Stara Zagora  |
| 13 | HV | Kiril Andonov       | 1 tháng 11, 1968 (18 tuổi)  |         | Spartak Plovdiv     |
| 14 | TV | Kiril Hristov       | 31 tháng 1, 1969 (18 tuổi)  |         | Spartak Varna       |
| 15 | TĐ | Valeri Valkov       | 18 tháng 8, 1967 (20 tuổi)  |         | Sliven              |
| 16 | TĐ | Dimitar Trendafilov | 25 tháng 2, 1967 (20 tuổi)  |         | Spartak Varna       |
| 17 | TĐ | Rumen Stoyanov      | 19 tháng 9, 1968 (19 tuổi)  |         | Sredetz Sofia       |
| 18 | HV | Kiril Kirilov       | 4 tháng 11, 1968 (18 tuổi)  |         | Dunav Rousse        |

### Ả Rập Xê Út
Huấn luyện viên:  Oswaldo Sempaio
| Số | Vt | Cầu thủ                | Ngày sinh (tuổi)            | Số trận | Câu lạc bộ |
| -- | -- | ---------------------- | --------------------------- | ------- | ---------- |
| 1  | TM | Nawaf Mubarak          | 12 tháng 12, 1969 (17 tuổi) |         | Al-Nasr    |
| 2  | HV | Abdulrahman Al-Tekhaif | 10 tháng 1, 1970 (17 tuổi)  |         | Al-Hilal   |
| 3  | TV | Zaki Al-Saleh          | 22 tháng 11, 1970 (16 tuổi) |         | Al-Ittifaq |
| 4  | HV | Abdulrahman Al-Roomi   | 28 tháng 10, 1968 (18 tuổi) |         | Al-Shabab  |
| 5  | HV | Ahmad Jamil Madani     | 6 tháng 1, 1970 (17 tuổi)   |         | Al-Ittihad |
| 6  | HV | Bassim Abu-Dawad       | 7 tháng 11, 1967 (19 tuổi)  |         | Al-Ahli    |
| 7  | TV | Rashed Al-Dukkan       | 14 tháng 12, 1969 (17 tuổi) |         | Al-Nasr    |
| 8  | TV | Abdulaziz Al-Razgan    | 6 tháng 12, 1969 (17 tuổi)  |         | Al-Shabab  |
| 9  | TĐ | Sadoun Al-Suraiti      | 14 tháng 7, 1970 (17 tuổi)  |         | Al-Ittifaq |
| 10 | TĐ | Yousef Al-Dosary       | 13 tháng 10, 1968 (18 tuổi) |         | Al-Hilal   |
| 11 | TĐ | Saud Al-Hammad         | 19 tháng 3, 1968 (19 tuổi)  |         | Al-Hilal   |
| 12 | TV | Khaled Al-Harbi        | 11 tháng 10, 1969 (17 tuổi) |         | Al-Ahli    |
| 13 | TV | Khalid Al-Muwallid     | 23 tháng 11, 1971 (15 tuổi) |         | Al-Ahli    |
| 14 | TM | Adel Al-Dosary         | 4 tháng 10, 1970 (17 tuổi)  |         | Al-Ittifaq |
| 15 | TĐ | Nasser Al-Fahad        | 3 tháng 7, 1969 (18 tuổi)   |         | Al-Nasr    |
| 16 | HV | Mansour Dagriri        | 4 tháng 11, 1969 (17 tuổi)  |         | Al-Ahli    |
| 17 | TV | Mohammed Shalgan       | 28 tháng 10, 1970 (16 tuổi) |         | Al-Nasr    |
| 18 | TM | Musa Bedewi            | 20 tháng 10, 1970 (16 tuổi) |         | Al-Wadha   |

### Tây Đức
Huấn luyện viên: Berti Vogts
| Số | Vt | Cầu thủ                 | Ngày sinh (tuổi)            | Số trận | Câu lạc bộ          |
| -- | -- | ----------------------- | --------------------------- | ------- | ------------------- |
| 1  | TM | Uwe Brunn               | 20 tháng 11, 1967 (19 tuổi) |         | 1. FC Köln          |
| 2  | HV | Hans-Jürgen Heidenreich | 17 tháng 8, 1967 (20 tuổi)  |         | 1. FC Nürnberg      |
| 3  | HV | Jürgen Luginger         | 8 tháng 12, 1967 (19 tuổi)  |         | Fortuna Düsseldorf  |
| 4  | HV | Gunther Metz            | 8 tháng 8, 1967 (20 tuổi)   |         | Karlsruher SC       |
| 5  | HV | Alexander Strehmel      | 20 tháng 3, 1968 (19 tuổi)  |         | VfB Stuttgart       |
| 6  | TV | Martin Schneider        | 24 tháng 11, 1968 (18 tuổi) |         | 1. FC Nürnberg      |
| 7  | TV | Adrian Spyrka           | 1 tháng 8, 1967 (20 tuổi)   |         | Borussia Dortmund   |
| 8  | TV | Detlev Dammeier         | 18 tháng 10, 1967 (19 tuổi) |         | Hannover 96         |
| 9  | TĐ | Thomas Epp              | 7 tháng 4, 1968 (19 tuổi)   |         | VfL Bochum          |
| 10 | TV | Andreas Möller          | 2 tháng 9, 1967 (20 tuổi)   |         | Eintracht Frankfurt |
| 11 | TĐ | Henrik Eichenauer       | 7 tháng 7, 1968 (19 tuổi)   |         | Waldhof Mannheim    |
| 12 | TM | Andreas Clauß           | 13 tháng 1, 1969 (18 tuổi)  |         | Waldhof Mannheim    |
| 13 | TV | Marcel Witeczek         | 18 tháng 10, 1968 (18 tuổi) |         | Bayer Uerdingen     |
| 14 | HV | Michael Klinkert        | 7 tháng 7, 1968 (19 tuổi)   |         | FC Schalke 04       |
| 15 | TV | Knut Reinhardt          | 27 tháng 4, 1968 (19 tuổi)  |         | Bayer Leverkusen    |
| 16 | TV | Frank Würzburger        | 3 tháng 12, 1968 (18 tuổi)  |         | Kickers Offenbach   |
| 17 | HV | Andreas Claasen         | 3 tháng 11, 1967 (19 tuổi)  |         | Bayern Munich       |
| 18 | TĐ | Michael Preetz          | 17 tháng 8, 1967 (20 tuổi)  |         | Fortuna Düsseldorf  |

### Hoa Kỳ
Huấn luyện viên:  Derek Armstrong
| Số | Vt | Cầu thủ           | Ngày sinh (tuổi)            | Số trận | Câu lạc bộ          |
| -- | -- | ----------------- | --------------------------- | ------- | ------------------- |
| 1  | TM | Tony Meola        | 21 tháng 2, 1969 (18 tuổi)  |         | Oceanside SC        |
| 2  | HV | Tommy Reasoner    | 27 tháng 10, 1967 (19 tuổi) |         | University of Tampa |
| 3  | TV | David Pfeil       | 4 tháng 12, 1967 (19 tuổi)  | 0       | SMU Mustangs        |
| 4  | HV | Jeff Agoos        | 2 tháng 5, 1968 (19 tuổi)   |         | Virginia Cavaliers  |
| 5  | HV | Chris Szanto      | 17 tháng 8, 1967 (20 tuổi)  |         | NC State Wolfpack   |
| 6  | HV | Mark Santel       | 5 tháng 7, 1968 (19 tuổi)   |         | Gallagher SC        |
| 7  | TV | Brian Benedict    | 27 tháng 12, 1968 (18 tuổi) |         | USA Soccer Club     |
| 8  | TV | Hendrig Gutierrez | 28 tháng 8, 1968 (19 tuổi)  |         | Miami Lakes         |
| 9  | TĐ | Chris Unger       | 14 tháng 3, 1968 (19 tuổi)  |         | Union Lancers       |
| 10 | TV | Marcelo Balboa    | 8 tháng 8, 1967 (20 tuổi)   |         | Fram-Culver         |
| 11 | TĐ | Eddie Henderson   | 11 tháng 9, 1967 (20 tuổi)  |         | Sport Haus SC       |
| 12 | TV | John Gwin         | 31 tháng 10, 1968 (18 tuổi) |         | Boise Nationals     |
| 13 | TĐ | Mike Constantino  | 5 tháng 2, 1969 (18 tuổi)   |         | Brooklyn Italians   |
| 14 |    | Adrian Gaitan     | 10 tháng 11, 1967 (19 tuổi) |         | Oceanside SC        |
| 15 | HV | Danny Pena        | 17 tháng 6, 1968 (19 tuổi)  |         | Fram-Culver         |
| 16 |    | Ray Fernandez     | 5 tháng 3, 1968 (19 tuổi)   |         | Torrance SC         |
| 17 | TĐ | Lucas Martin      | 22 tháng 2, 1968 (19 tuổi)  |         | San Diego Nomads    |
| 18 | TM | Kasey Keller      | 29 tháng 11, 1969 (17 tuổi) |         | Federal Way Force   |